# واتارو إينوي
واتارو إينوي (باليابانية: 井上 渉) (7 أغسطس 1986 في شيزوكا في اليابان – )؛ هو لاعب كرة قدم ياباني سابق كان يلعب كلاعب وسط.

## وصلات خارجية
- واتارو إينوي على موقع رابطة كرة القدم اليابانية للمحترفين (اليابانية)
- واتارو إينوي على موقع قاعدة بيانات كرة القدم.إي يو (الإنجليزية)
- واتارو إينوي على موقع Soccerway.com (الإنجليزية)
- واتارو إينوي على موقع عالم كرة القدم.نت (الإنجليزية)